# Alpiscaptulus medogensis
Alpiscaptulus medogensis — вид млекопитающих из семейства кротовых (Talpidae). При этом он относится к подсемейству кротов Нового Света Scalopinae, хотя обитает в Азии в южной части Китая в высоких лесистых горах Тибета. Пока известно только два экземпляра, которые впервые были описаны как вид в 2021 году. В качестве особых характеристик можно указать отставленный большой (первый) палец задней лапы, длинный хвост и мощный зубной ряд. Первый разделяет Alpiscaptulus medogensis с западнокитайским кротом (Scapanulus oweni), его ближайшим родственником, последний различает обоих. По остальным признакам этот вид во многом похож на других кротов Нового Света своими широкими лопатообразными передними конечностями и длинной мордой. Мех окрашен в темно-серый цвет. Об образе жизни Alpiscaptulus medogensis ничего не известно.

## Описание

### Внешний облик
Alpiscaptulus medogensis —  крот средних размеров. Пока известны только два экземпляра, самец и самка. Длина тела самца 11,1 см, длина хвоста 4,0 см и вес 34,8 г. Те же размеры самки составляют соответственно — 8,9 см, 4,2 см и 25,9 г. По размерам новый вид сравним с западнокитайским кротом (Scapanulus oweni). Окраска спины тёмно-серая, брюшная сторона заметно светлее. Характерным признаком  кротов Нового Света из трибы (Scalopini) можно считать длинный хвост, который, в отличие от многочисленных форм настоящих кротов (Talpini), явно превышает длину ступни.  У Alpiscaptulus medogensis хвост более чем в два раза длиннее стопы, её длина у обеих особей 1,8 см. По отношению к общей длине животных хвост составляет около 29%, что соответствует другим кротам Нового Света из трибы Scalopini. Хвост покрыт светло-коричневыми или беловатыми волосками, заканчивается пучком более длинных волосков. Морда удлинённая и сужается по направлению к носу. Волосы на кончике морды и нежней челюсти беловатые. Внешне видимых ушных раковин нет, глаза маленькие и спрятаны в шерсти. Внешние поверхности кистей и ступней светло-коричневые, становящиеся по краям беловатыми. Подошвы передних и задних конечностей примерно одинаковой длины и ширины.  Как типично для кротов, передняя конечность постоянно вывернута наружу. Стопа кажется стройной и узкой, первый палец отстоит под углом. Из остальных кротов такая особенность есть только у западнокитайского крота, в то время как у всех других представителей кротов Нового Света пальцы ног прямые. Однако у самца Alpiscaptulus medogensis кроме того отстоит и второй палец стопы.

## Распространение и среда обитания
Два ныне известных экземпляра Alpiscaptulus medogensis происходят из южной части Китая. Они были пойманы в массиве Намджагбарва в округе Медог в Тибете. Высоты соответственно 2400 и 3650 м. Нижняя точка находки располагалась под пологом густого дубового леса в густой травянистой растительности, а более высокая точка была в вересковых зарослях  и бамбучнике.
Область обнаружения Alpiscaptulus medogensis далеко отделена от западнокитайского крота, единственного другого представителя кротов Нового Света из трибы Scalopini в Восточной Азии. Он обитает к северо-востоку от ареала Alpiscaptulus medogensis в китайских провинциях Ганьсу, Шэньси и Сычуань. Два вида географически разделены, чему  способствуют долины  Янцзы, Меконга и Салуина.

## Образ жизни
Что-либо утверждать об образе жизни Alpiscaptulus medogensis пока вряд ли возможно. В районе Намджагбарва в ходе научных исследований до сих пор не наблюдалось никаких кротовых переходов, туннелей или выбросов грунта (кротовин). Одна особь была случайно поймана в яму

## Систематика
Alpiscaptulus medogensis является единственным видом рода Alpiscaptulus. Вид и род включены в семейство кротовых (Talpidae). В рамках этого семейства они вместе с другим видом из Азии Scapanulus oweni и тремя широко распространёнными в Северной Америке родами образуют трибу кротов Нового Света (Scalopini). Кроты Нового Света представляют собой роющих членов семейства, сравнимых с евразийскими кротами из трибы (Talpini), однако они не связаны с ними напрямую, а развили свои адаптации к подземному образу жизни независимо. Другие представители семейства живут лишь частично под землёй, а передвигаются над землёй или приспособлены к полуводному образу жизни. Специфические особенности кротов Нового Света — это значительно более длинный хвост по сравнению с Talpini, значительно больший передний верхний резец и в характере и сроках смене молочных зубов. Как и в случае с кротами трибы Talpini, дополнительный сесамовидный элемент перед большим пальцем, так называемый преполлекс («передний палец»), расширяет ладонь<. Согласно молекулярно-генетическим данным, кроты Нового Света отделились от других триб кротов в верхнем эоцене около 39–35 миллионов лет назад. Трибу Scalopini можно разделить на две линии развития: Parascalopina и Scalopina, отличаются прежде всего по выраженности метастилида на нижнем втором моляре. Метастилид отсутствует у Scalopina, но встречается у Parascalopina. Обе линии разошлись и независимо эволюционировали  с нижнего миоцена, то есть 21,4 миллиона лет назад. Alpiscaptulus medogensis принадлежит к Parascalopina и, следовательно, более тесно связан с волосатохвостым кротом (Parascalops breweri) и западнокитайским кротом (Scapanulus oweni). Согласно генетическим данным, Alpiscaptulus medogensis отделился от Scapanulus oweni  в верхнем миоцене 11,6 млн лет назад, Parascalops breweri уже отделился от них в среднем миоцене, то есть около 17,6 млн лет назад. Генетическая дистанция между видами колеблется от 14,5 до 18,9%.
Первое научное описание Alpiscaptulus medogensis было сделано в 2021 году Цзян Сюэ-Лун и Чэнь Чжун-Чжэн. Оно было основано на двух особях, пойманных двумя годами ранее во время научного полевого исследования на горе Намджагбарва в округе Медог в Тибете. В качестве голотипа авторы выбрали взрослую самку из района села Даму на высоте 3650 м, типовой территории данного вида, обе особи своим телосложением напоминали кротов Нового Света, но отличались от западнокитайского крота из-за обширного зубного ряда. Явные отличия от западнокитайского крота послужили основанием для описания авторами как нового вида, так и нового рода. Название рода Alpiscaptulus относится, с одной стороны, к альпийский как к горному хребту, с другой стороны, к греческому слову σκάπτηρ (skapter) "копатель", где scaptulus — уменьшительное. Таким образом, это относится к маленькому животному, копающему в высокогорных районах, видовое прилагательное  medogensis отражает регион находки.
Находка Alpiscaptulus medogensis имеет большое биогеографическое значение, так как  это второй представитель кротов Нового Света в Евразии вместе с западнокитайским кротом. Чёткое разделение местонахождений двух видов привело авторов первоописания к предположению, что другие формы кротов Нового Света могут быть найдены  в  Гималаях и Хэндуаньшане. Появление двух известных нам азиатских представителей кротов Нового Света может быть связано с поднятием Гималаев и формированием Тибетского нагорья, усиливших в течение среднего и верхнего миоцена всё большую изоляцию этого региона от других ландшафтов.